# アブドゥラフマン・アフメド・アリ・トゥール
アブドゥラフマン・アフメド・アリ・トゥール（英語: Abdirahman Ahmed Ali Tuur、ソマリ語: Cabdiraxmaan Axmed Cali Tuur、アラビア語: عبد الرحمن أحمد علي الطور、1931年 - 2003年11月8日）は、ソマリアの政治家。ソマリア北西部の事実上の国家ソマリランドの初代大統領。大統領辞職後、次代大統領と対立し、イギリスに移住。
トゥール（Tuur, Tur, Tour）はニックネームで、猫背を意味する。

## 略歴

### 世に出るまで

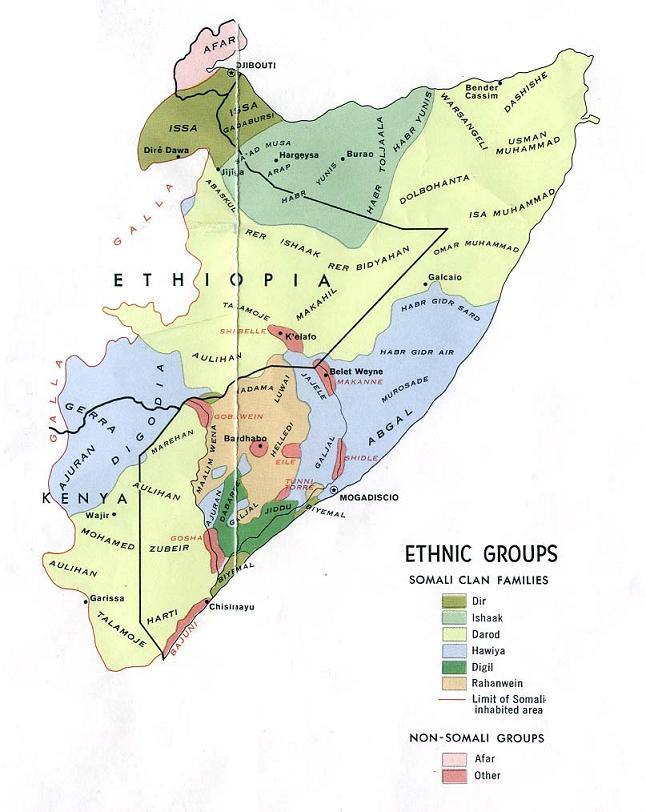
ソマリアの氏族分布。トゥールは北西部のイサック氏族として生まれた。

トゥールは1931年、イギリス領ソマリランドのブラオで生まれた。イサック氏族の支族ハバル・ユーニス出身。1939年にハルゲイサの小学校に入学。途中、ソマリランドの戦いが起こり学業を中断されるが、1943年に卒業。1947年にハルツームの中学に入学、1951年に卒業。卒業後はラス・アノド、ハルゲイサなどで公務員として働いた。さらにイギリスに留学し、デヴォンの大学で行政学の学位を取得。1956年にソマリランド独立副地域委員。

### ソマリア独立
1960年、イギリス領ソマリランドとイタリア領ソマリランドとが統合して、ソマリア共和国が誕生した。与党はソマリ青年同盟で、政策として大ソマリア主義（国境を越えたソマリ族の統一運動）を掲げていた。しかしソマリ青年同盟の政策はソマリア南部寄りであり、旧イギリス領ソマリランド地域では不満が高まった。
トゥールはトゲーア州知事となる。その後すぐにソマリアの首都モガディシュの内務省に転属。
1969年にソマリア大統領暗殺と軍のクーデターが発生し、モハメド・シアド・バーレが大統領となった。トゥールは在スーダン大使館勤務となり、さらにエチオピア大使となった。一時的にモガディシュ勤務となった後、東ドイツ、アラブ首長国連邦大使。その後、公職から退く。
モハメド・シアド・バーレはソマリ青年同盟以上に急進的な大ソマリア主義を掲げ、隣国エチオピアのソマリ族居住地域を併合すべく1977年にオガデン戦争を開始した。

### 内戦とソマリランド独立
オガデン戦争は失敗に終わり、バーレ大統領は大ソマリア主義を捨て、自分の所属氏族ダロッドの優遇政策へと転換した。これにより氏族同士の対立が激化し、各氏族は軍閥を作ってバーレ政権に対抗し、ソマリア内戦へと突入した。
ソマリア北西部でも、イサック氏族が1981年にソマリ国民運動（Somali National Movement, SNM）を作り（ただし結成はイギリスのロンドン）、エチオピアの支援を受けてバーレ政権に対抗した。ソマリ国民運動は、当初こそソマリア再統一を政策に掲げていたが、やがてソマリアからの分離独立を目指すようになった。
1990年4月、トゥールがソマリ国民運動の議長となった。1991年5月18日、ソマリ国民運動は自身の勢力範囲をソマリランドとして独立宣言した。トゥールはソマリランドの初代大統領となった。
ただし、その後もソマリランド内での戦闘行為は続いた。特に、トゥール大統領が属する支族ハバル・ユーニスと、別の有力支族ババル・アワルは、有力都市ブラオとベルベラの支配権を巡って争いを続けた。

### 大統領辞任
1993年1月24日、ソマリランドで国民和解のための大会議が行われ、国民憲章が採択され、トゥールは5月16日に大統領を辞職。後任の大統領はババル・アワル支族のイブラヒム・エガルとなった。
辞任後、トゥールは出身支族の支援の元、ソマリアを連邦制として再統一すべきだと主張。第二次国際連合ソマリア活動にも協力した。ただし、この運動は、ソマリランド政府やかつての支持者の一部を遠ざけることにもなった。
1994年10月には、ソマリランドの首都ハルゲイサで、トゥール率いるハバル・ユーニス支族と、エガル大統領率いるババル・アワル支族の戦闘が勃発。翌1995年にはソマリランドの他地域に拡大した。1995年12月、和平会議が開催され、1996年5月にはハバル・ユーニス支族が武装放棄した。
その後の一時期、トゥールはソマリアの首都モガディシュにて軍閥の顧問となり、その後ロンドンに移住。結婚し、ソマリランドとイギリスを往復する生活となった。
2003年11月8日に死去。ソマリランドの首都ハルゲイサで国葬された。